# Sphenomorphus rufus
Sphenomorphus rufus — вид сцинкоподібних ящірок родини сцинкових (Scincidae). Ендемік Індонезії.

## Поширення і екологія
Sphenomorphus rufus мешкають на острові Вокам в архіпелазі Ару.